# Lijst van voetbalinterlands Canada - Trinidad en Tobago (vrouwen)
Deze lijst van voetbalinterlands is een overzicht van alle officiële voetbalinterlands tussen de nationale vrouwenteams van Canada en Trinidad en Tobago. De landen hebben tot nu toe negen keer tegen elkaar gespeeld.

## Wedstrijden
| № | Plaats         | Datum            | Competitie                                     | Wedstrijd                   | Uitslag |
| - | -------------- | ---------------- | ---------------------------------------------- | --------------------------- | ------- |
| 1 | Port-au-Prince | 24 april 1991    | Noord-Amerikaans kampioenschap 1991            | Canada − Trinidad en Tobago | 6 − 0   |
| 2 | New Hyde Park  | 4 augustus 1993  | Noord-Amerikaans kampioenschap 1993            | Canada − Trinidad en Tobago | 4 − 0   |
| 3 | Port of Spain  | 12 april 1994    | Vriendschappelijk                              | Canada − Trinidad en Tobago | 2 − 0   |
| 4 | Montréal       | 19 augustus 1994 | Noord-Amerikaans kampioenschap 1994            | Canada − Trinidad en Tobago | 5 − 0   |
| 5 | Ciudad Juárez  | 2 april 2008     | Olympische Spelen 2008 kwalificatie            | Trinidad en Tobago − Canada | 0 − 6   |
| 6 | Cancún         | 29 oktober 2010  | Noord-Amerikaans kampioenschap 2010            | Trinidad en Tobago − Canada | 0 − 1   |
| 7 | Natal          | 13 december 2015 | International Women's Football Tournament 2015 | Trinidad en Tobago − Canada | 0 − 4   |
| 8 | Houston        | 14 februari 2016 | Olympische Spelen 2016 kwalificatie            | Trinidad en Tobago − Canada | 0 − 6   |
| 9 | Guadalupe      | 5 juli 2022      | Noord-Amerikaans kampioenschap 2022            | Canada − Trinidad en Tobago | 6 − 0   |

## Samenvatting
| Competitie                                | Totaal gespeeld | Winst Canada | Gelijk | Winst Trinidad en Tobago | Doelsaldo Canada – Trinidad en Tobago |
| ----------------------------------------- | --------------- | ------------ | ------ | ------------------------ | ------------------------------------- |
| Olympische Spelen kwalificatie            | 2               | 2            | 0      | 0                        | 12 − 0                                |
| Noord-Amerikaans kampioenschap            | 5               | 5            | 0      | 0                        | 22 − 0                                |
| International Women's Football Tournament | 1               | 1            | 0      | 0                        | 4 − 0                                 |
| Vriendschappelijk                         | 1               | 1            | 0      | 0                        | 2 − 0                                 |
| Totaal                                    | 9               | 9            | 0      | 0                        | 40 − 0                                |